# Selección de baloncesto de Islandia
La selección de baloncesto de Islandia (en islandés: Íslenska karlalandsliðið í körfubolta) es el equipo formado por jugadores de nacionalidad islandesa que representa a la Federación de Baloncesto de Islandia (KKI) en las competiciones internacionales organizadas por la Federación Internacional de Baloncesto (FIBA) o el Comité Olímpico Internacional (COI): los Juegos Olímpicos, la Copa Mundial de Baloncesto y el EuroBasket.
Islandia se ha clasificado dos veces para el EuroBasket y la selección nacional hizo su primera aparición en 2015. También participan en torneos europeos más pequeños, como los Juegos de los Pequeños Estados de Europa. Aunque Islandia aún no ha hecho su debut en el escenario global de la Copa Mundial FIBA.

## Plantilla
- Lista de jugadores convocados para los partidos clasificatorios para la Copa Mundial 2023 contra Kosovo y Luxemburgo el 26 y 28 de noviembre de 2020, respectivamente.[1]

## Historial

### Copa Mundial
Resultado General: No ocupa puesto
| Copa Mundial de Baloncesto |
| --- |
| - 1950: No calificó - 1954: No calificó - 1959: No calificó - 1963: No calificó - 1967: No calificó - 1970: No calificó - 1974: No calificó - 1978: No calificó - 1982: No calificó - 1986: No calificó - 1990: No calificó - 1994: No calificó - 1998: No calificó - 2002: No calificó - 2006: No calificó - 2010: No calificó - 2014: No calificó - 2019: No calificó - 2023: No calificó - 2027: TBD |

### Juegos Olímpicos
| Baloncesto en los Juegos Olímpicos |
| --- |
| - Berlín 1936: No calificó - Londres 1948: No calificó - Helsinki 1952: No calificó - Melbourne 1956: No calificó - Roma 1960: No calificó - Tokio 1964: No calificó - México 1968: No calificó - Múnich 1972: No calificó - Montreal 1976: No calificó - Moscú 1980: No calificó - Los Ángeles 1984: No calificó - Seúl 1988: No calificó - Barcelona 1992: No calificó - Atlanta 1996: No calificó - Sídney 2000: No calificó - Atenas 2004: No calificó - Pekín 2008: No calificó - Londres 2012: No calificó - Río 2016: No calificó - Tokio 2020: No calificó - París 2024: No calificó |

### EuroBasket
| EuroBasket |
| --- |
| - 1935: No participó - 1937: No participó - 1939: No participó - 1946: No participó - 1947: No participó - 1949: No participó - 1951: No participó - 1953: No participó - 1955: No participó - 1957: No participó - 1959: No participó - 1961: No participó - 1963: No participó - 1965: No participó - 1967: No participó - 1969: No participó - 1971: No participó - 1973: No participó - 1975: No participó - 1977: No participó - 1979: No participó - 1981: No participó - 1983: No participó - 1985: No participó - 1987: No participó - 1989: No participó - 1991: No participó - 1993: No participó - 1995: No participó - 1997: No participó - 1999: No participó - 2001: No participó - 2003: No participó - 2005: No participó - 2007: No participó - 2009: No participó - 2011: No participó - 2013: No participó - 2015: 24° Lugar - 2017: 24° Lugar - 2022: No participó - 2025: TBD |

### Campeonato Europeo División C
| 1988: | Medalla de oro    | 1990: | Medalla de oro | 1992: | No participó |  |  |
| 1994: | Medalla de bronce | 1996: | No participó   | 1998: | No participó |  |  |
| 2000: | No participó      | 2002: | No participó   | 2004: | No participó |  |  |
| 2006: | No participó      | 2008: | No participó   | 2010: | No participó |  |  |
| 2012: | No participó      | 2014: | No participó   | 2016: | No participó |  |  |
| 2018: | No participó      | 2021: | No participó   |       |              |  |  |

## Palmarés
- Campeonato Europeo de Baloncesto de los Países Pequeños:
  -   Campeón (2): 1988, 1990
  -  Tercer lugar (1): 1994

- Juegos de los Pequeños Estados de Europa:
  -   Campeón (3): 1991, 1993, 2007
  -  Subcampeón (5): 1987, 2001, 2003, 2005, 2015
  -  Tercer lugar (6): 1989, 1995, 1997, 2013, 2017, 2019